# Challenger de Skopje
El Macedonian Open es un torneo profesional de tenis. Pertenece al ATP Challenger Tour. Se juega desde el año 2023 sobre pistas de tierra batida al aire libre, en Skopje, Macedonia del Norte.

## Palmarés

### Individuales
| Año  | Campeón         | Finalista          | Resultado |
| ---- | --------------- | ------------------ | --------- |
| 2023 | Máté Valkusz    | Francisco Comesaña | 6–3, 6–4  |
| 2024 | Joel Schwärzler | Kamil Majchrzak    | 6–3, 6–3  |

### Dobles
| Año  | Campeones                   | Finalistas                          | Resultado   |
| ---- | --------------------------- | ----------------------------------- | ----------- |
| 2023 | Petr Nouza Andrew Paulson   | Sriram Balaji Jeevan Nedunchezhiyan | 7–6(5), 6–3 |
| 2024 | Ryan Seggerman Patrik Trhac | Andrew Paulson Patrik Rikl          | 6–3, 7–6(4) |